# マセラティ・4CLT
マセラティ・4CLT (Maserati 4CLT) は、マセラティによって開発されたシングルシーターのレーシングカー。前作の4CLに2段式のスーパーチャージャーとチューブ形状のシャシーを導入して1948年に製作された。4CLTは続く2年間で着実にアップグレードされ、F1世界選手権初年度に投入される究極型の4CLT/50に発展した。第二次世界大戦直後およびF1世界選手権が始まってからの2年間に行われたレースで多くのプライベーターが4CLTを選択した。
実験モデルの4CLに加えられたシャシーとエンジンの変更は、最終的に4CLTで採用された。モデル名に付け加えられた「T」は「tubular chassis」（管状構造シャシー）を意味した。管状構造がもたらすねじれ剛性の改善は、旧型直列4気筒エンジンのツイン過給機によるアップグレードに起因するトルクおよびパワーの増加に対抗するために必要とされた。パワーは4CLの220から260 bhp (194 kW)程度まで増加した。その他には、クランクシャフトにローラーベアリングを使用、鍛造のリアサスペンションコンポーネントが含まれ、シャシーには油圧ダンパーが採用された。

## 4CLT/48Sanremo
4CLTの最初のバリエーションは、1948年サンレモグランプリでデビューしたことから「サンレモ」のニックネームで呼ばれた。アルベルト・アスカリが4CLTで勝利したことで、そのニックネームは確立した。ルイジ・ヴィッロレージとレグ・パーネルが1948シーズンの残りのレースのうち5勝を獲得した。F1世界選手権の初年度となった1950年、ルイ・シロンはホーム戦となった1950年モナコグランプリで3位となり、サンレモはマセラティにとって最高の成績を獲得した。世界選手権を戦った最後の4CLのバリエーションはアルザーニ・ヴォルピーニが改良した4CLT/48で、1955年イタリアグランプリの予選を走行したが、決勝には出場しなかった。

### 1949
1949年にはブレーキドラムの軽微な変更、ベーンから冷却スリットへの切り替え、コックピットの計器板レイアウトとオイルヘッダータンクの変更などが行われ、これに伴い4CLT/49と呼ばれることもあった。それはファクトリーチームでは知られていなかった。アスカリ、ヴィッロレージ、パーネルのトリオにファン・マヌエル・ファンジオとエマヌエル・ド・グラッフェンリードが加わり、彼らは最初の15戦の内9勝を挙げた。その中にはグラッフェンリードによるイギリスグランプリでの勝利も含まれた。しかしながら、シーズン後半にはフェラーリとタルボの新車が急速に台頭し、マセラティは追加の3勝しか挙げることができなかった。

### 1950-1951
1950年にはF1世界選手権が始まった。改良されたアルファロメオ・158と既に競争力を持つフェラーリとタルボに対応して、マセラティは4CLTのエンジンを再びアップグレードした。マルチパートクランクシャフト、軽量化とバランスを改良したロッド、より強力なスーパーチャージャーと点火タイミングの変更により、エンジン出力は280 bhp (209 kW).に達した。10 kg (22 lb)の軽量化と相まって、マセラティの性能はアルファロメオと互角になった。短期間で多くの改良が行われたが、最終的なアップグレードは10年前に設計されたエンジンにとってあまりにも多く、4CLTのグランプリにおけるパフォーマンスはエンジンの不調によって妨げられた。シーズン唯一の勝利はノンタイトル戦のポーグランプリで、ファンジオの手による物であった。同日にパーネリもグッドウッド・サーキットで行われたリッチモンド・トロフィーで勝利している。その後デヴィッド・ハンプシャーもノッティンガム・トロフィーを獲得した。ファンジオはまた、アングレームで行われたF2のランパートグランプリでA6GCMのエンジンを搭載した4CLTで勝利している。スクーデリア・ミラノは改良型の4CLTを1950年および1951年に使用したが、成功しなかった。
1951年にはプリンス・ビラが49年型の4CLTのエンジンをより強力な4,450 cc (271.6 cu in)のオスカ製V型12気筒自然吸気エンジンに換装した。このエンジンは300 bhp (224 kW).を発揮し、ビラはシーズン前半にグッドウッドで勝利したが、世界選手権ではスペイングランプリに出走しただけで、1周目でリタイアしている。

## 4CLT/50
1949年後半には、残りのサンレモ（資料によって2台、3台と異なる）がテンポラダ・シリーズ（ブエノスアイレスで1949年から50年まで夏に行われたフォーミュラ・リブレのシリーズ）用に改修された。このモデルは4CLT/50と呼ばれた。1950年のF1用車両もしばしば4CLT/50と呼ばれるが、ファクトリーではテンポラダ用車両のみがその様に呼ばれている。この改修は主に排気量を1,719 cc (104.9 cu in).に拡大することに限定されていた。これらの改良にもかかわらずシリーズはフェラーリが支配し、最終戦の後マシンはイタリアに送られ、F1仕様に再改修された。

## プラーテ・4CLT
マセラティ車を長年使用していたエンリコ・プラーテは、マセラティのF1カーとしての欠点を認識し、4CLT/48をF2用マシンのマセラティ・プラーテ・4CLTに改修した。F2は自然吸気車のため、最初のステップは過給機を取り外すことであった。その後、パフォーマンスの損失を補うために圧縮比は2倍以上になり、排気量はクラス上限の2.0 L (122.05 cu in)まで引き上げられた。改良型エンジンの出力は低かったため車体を軽量化し、ホイールベースを短縮してハンドリングをシャープにした。

## 最後の勝利
1951年にド・グラッフェンリードがリッチモンド・トロフィーを獲得し、ジュゼッペ・ファリーナはパリグランプリで勝利したが、1952年からF1世界選手権はF2レギュレーションで開催されることとなり、古い4CLTのシャシーは重量過多で、ライバル達と戦うには出力も低すぎることが判明した。4CLと4CLTは1930年代後半からレース界での主力であったにもかかわらず、戦争の影響から回復しつつあったヨーロッパのファクトリー勢から小型で軽量のマシン達が登場し始め、その人気を急速に失っていった。
現在も多くの4CLと4CLTが現存し、クラシックカーのイベントに出場したり、博物館で展示されたりしている。

## 参照

### 脚註
1. 1 2  Parker (2011), p. 19
2. ↑  Parker (2011), p. 30